# Pinna rudis
Pinna rudis är en musselart som beskrevs av Carl von Linné 1758. Pinna rudis ingår i släktet Pinna och familjen Pinnidae. Inga underarter finns listade i Catalogue of Life.